# تندیس گوتاما بودا (میانمار)
تندیس گوتاما بودا یک تندیس نشسته از بودا در کیایکتو، شهری در ایالت مون، میانمار به طول ۷۷٫۹ متر (۲۵۵٫۵ فوت) است. مراسم افتتاحیهٔ تندیس تکمیل شده در ۶ و ۷ آوریل ۲۰۱۹ برگزار شد که همزمان با جشن تولد بودای میانمار نیز بود.
پاگودای تندیس، هفده طبقه دارد و ارتفاع ۲۵۵ فوت و ۶ اینچ به‌طور خاص برای آن انتخاب شده‌است زیرا قرار بود تندیس در سال تقویم بودایی ۲۵۵۶ تکمیل شود این پاگودا دارای یک آسانسور و همچنین یک منطقه پخت و پز است که غذای رایگان را برای زائران تندیس فراهم می‌کند.